# Exetastes albicoxa
Exetastes albicoxa là một loài tò vò trong họ Ichneumonidae.